# とぎ汁
とぎ汁（とぎじる）とは、米をといだときに出る白色の汁である。

## とぎ汁の成分
とぎ汁の白色の正体はヌカである。精米の途中でとりきれなかったヌカがとぎ汁になる。1合の米で、大体大さじ1杯程度のヌカが含まれている。

## とぎ汁の利用方法
とぎ汁は古くから洗浄に利用された。周では「藩（しろみず）」として洗顔に利用され、日本では古くから洗濯に用いられたほか、泔（ゆする）として毎日の櫛通しの際に用いられた。一般の界面活性剤に比べると効果は落ちるものの、とぎ汁は単なる水に比べて十分に高い洗浄力を有するという報告もある。
とぎ汁には、炭水化物、油分、タンパク質、ビタミンB群、ミネラル類（リン、カリウム、マグネシウム、カルシウム、亜鉛など）が含まれており、家庭菜園で肥料に用いることができる。ただし、植物が直接利用できない炭水化物、油分、タンパク質などの有機物が原因となり、カビや細菌が増殖する可能性がある。このほか、タケノコの灰汁抜き、ダイコンの辛味抜きなどに使われることがある。

## とぎ汁と環境問題
日本全国で出されるとぎ汁は、一日で24-32トンに達し、それが河川を汚染し、富栄養化の原因になっているとの指摘がある。ただし、これは下水処理を経ず、直接河川へ垂れ流した場合のことであって、下水処理場が整備されている都市部には該当しない。とぎ汁200mlを魚が住める水質（BOD:5ml/L）にするためには90Lの水を必要とするという試算がある。
一方、とぎ汁に含まれるでんぷんに注目し、バイオ燃料へ利用する取り組みが始まっている。無洗米のとぎ汁のCODの環境負荷は市販精米のとぎ汁の約10分の1であり、とぎ汁を直接排水に流さない、もしくは無洗米を利用することは、特にリンによる環境汚染を減少させることに効果があるとされる。
これは各家庭のとぎ汁を回収することは難しいが、無洗米の工場から一括回収することは可能という側面があり、従来の工場での排水処理自体の燃料消費も削減できる。さらに原料としての収入が発生すれば、さらに安価での無洗米の提供が可能となる。下水処理施設の負荷軽減も考えられるため、自治体からの積極的な促進政策も期待できる。